# Csólyospálos
Csólyospálos je vas na Madžarskem, ki upravno spada pod podregijo Kiskunmajsai Županije Bács-Kiskun.